# Estação do Caminho de Ferro de Maputo
A Estação de Caminhos de Ferro de Maputo, Moçambique, é um edifício imponente, projectado pelos arquitectos Alfredo Augusto Lisboa de Lima, Mário Veiga e Ferreira da Costa, e construído entre 1913 e 1916. O seu projecto é muitas vezes erradamente atribuído a Gustave Eiffel.
Serve como terminal das linhas do Caminho de Ferro de Goba (de ligação com o Essuatíni), do Caminho de Ferro de Ressano Garcia (de ligação com a África do Sul) e do Caminho de Ferro do Limpopo (de ligação com o Zimbábue). Sua administração é feita pela empresa estatal Portos e Caminhos de Ferro de Moçambique.
Esta estrutura substituiu outra mais antiga e simples, construída em 1895 para a inauguração do Caminho de Ferro de Ressano Garcia, que liga-se com Pretória, na África do Sul.

## Reconhecimento mundial
Em 2009, um artigo da Newsweek Magazine coloca a estação de Maputo entre as mais interessantes estações do mundo, e provavelmente a mais bonita de África.

## Galeria

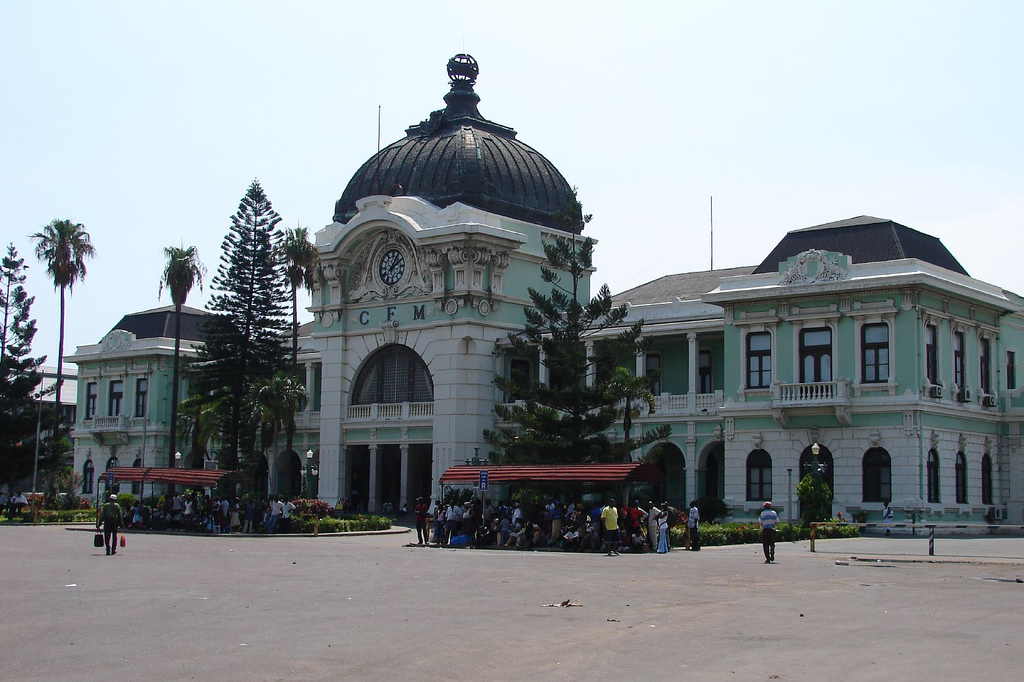
Estação do Caminho de Ferro, construída entre 1913-1916
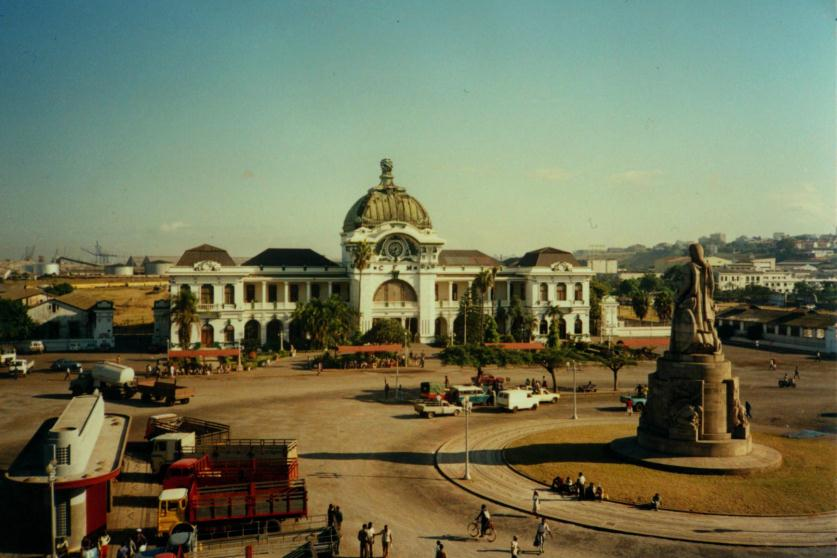
Imagem de 1988
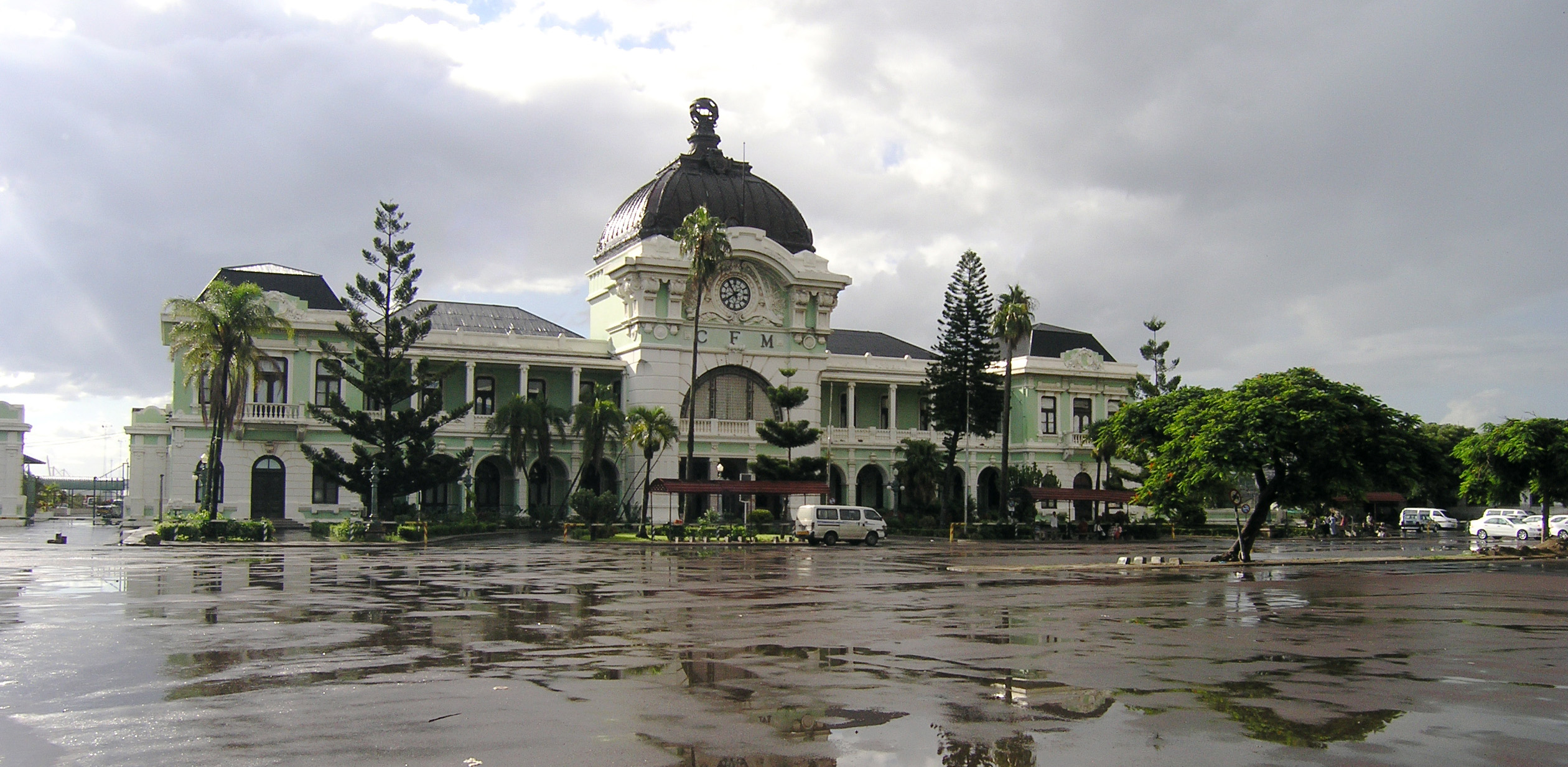
Vista geral
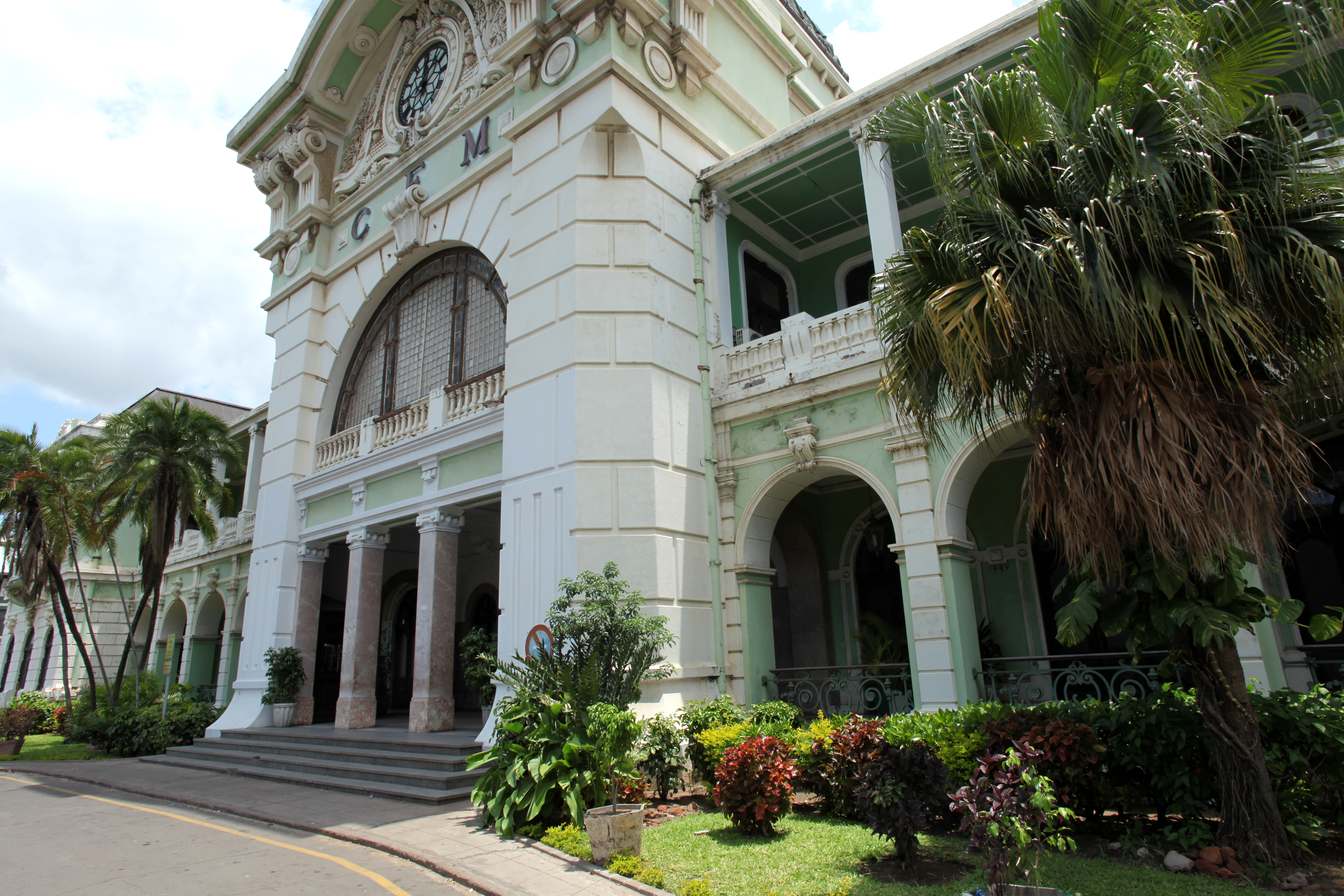
Entrada
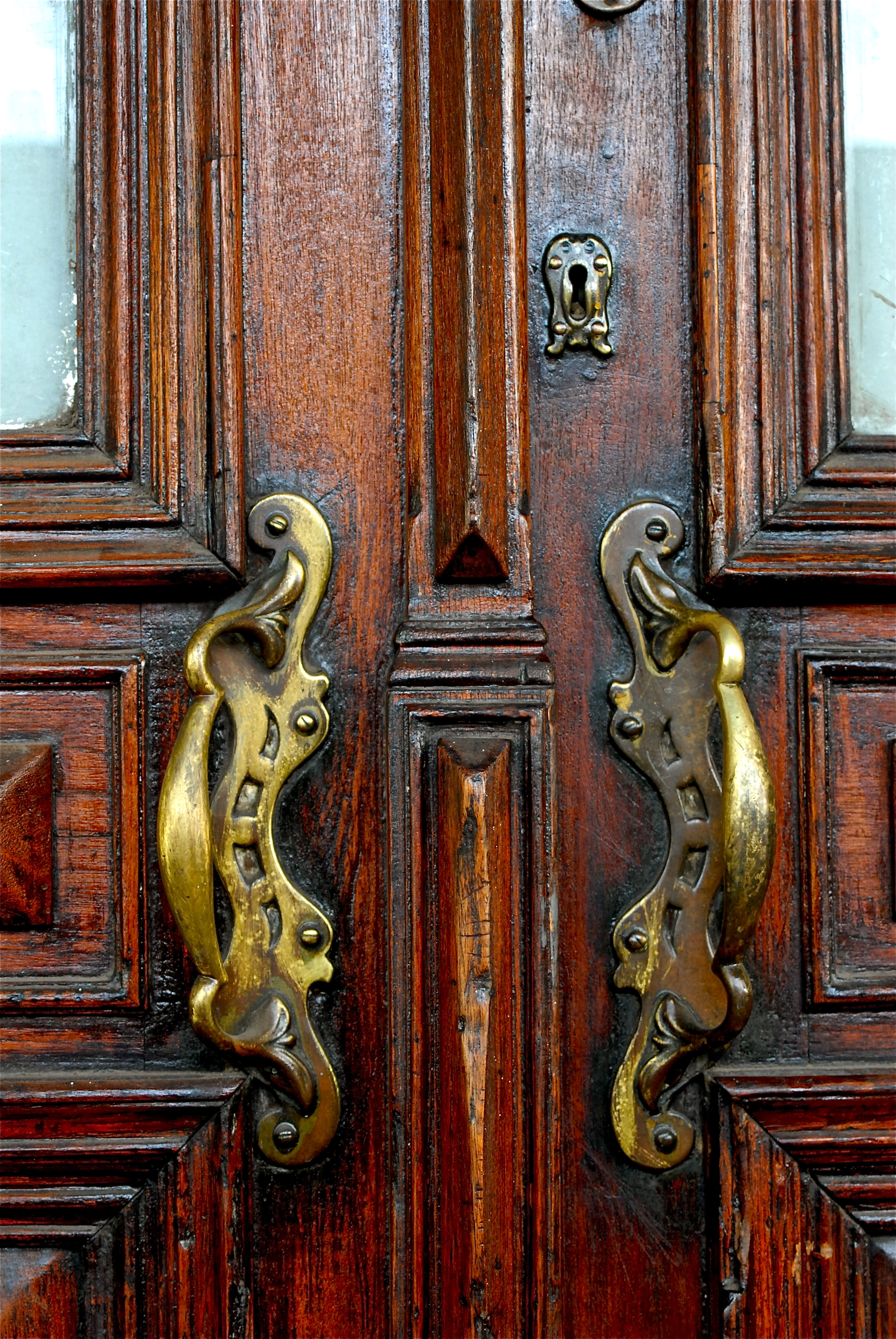
Puxadores das portas
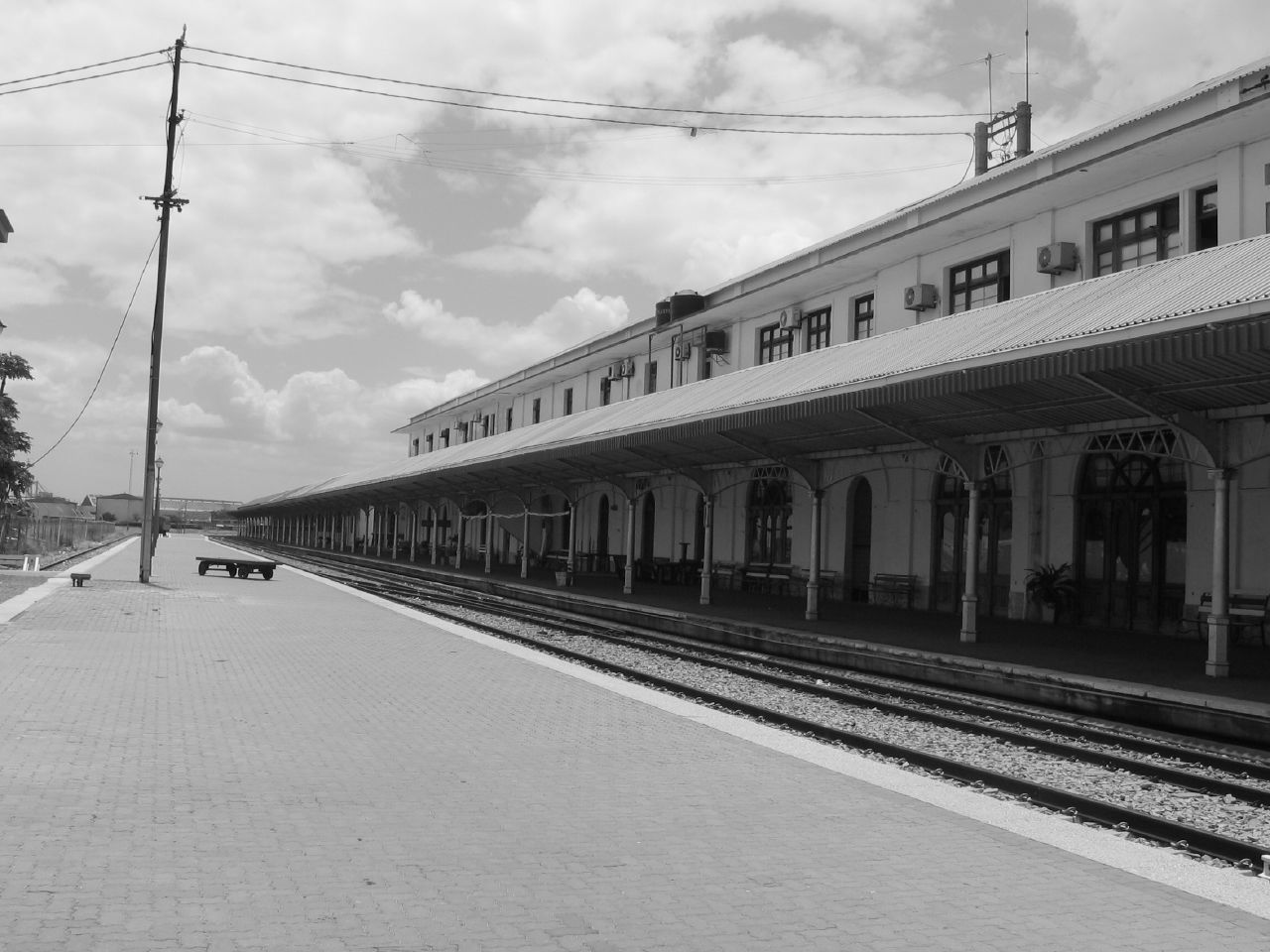
Vista da plataforma
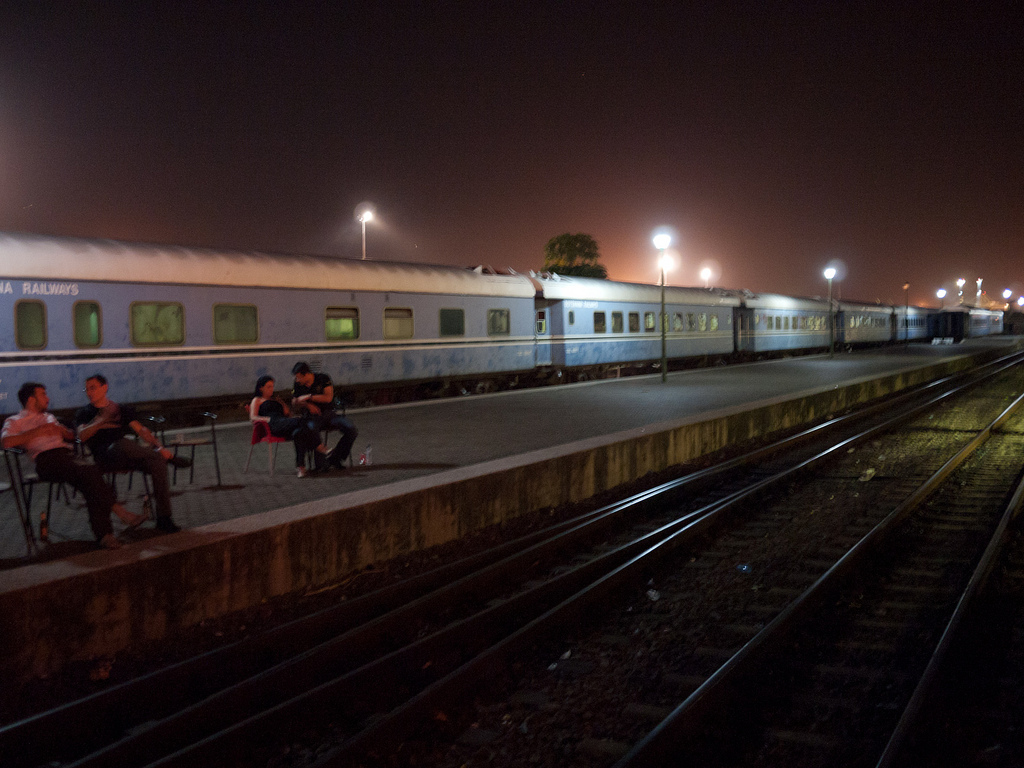
A plataforma à noite